# Улица Чермена Баева (Владикавказ)

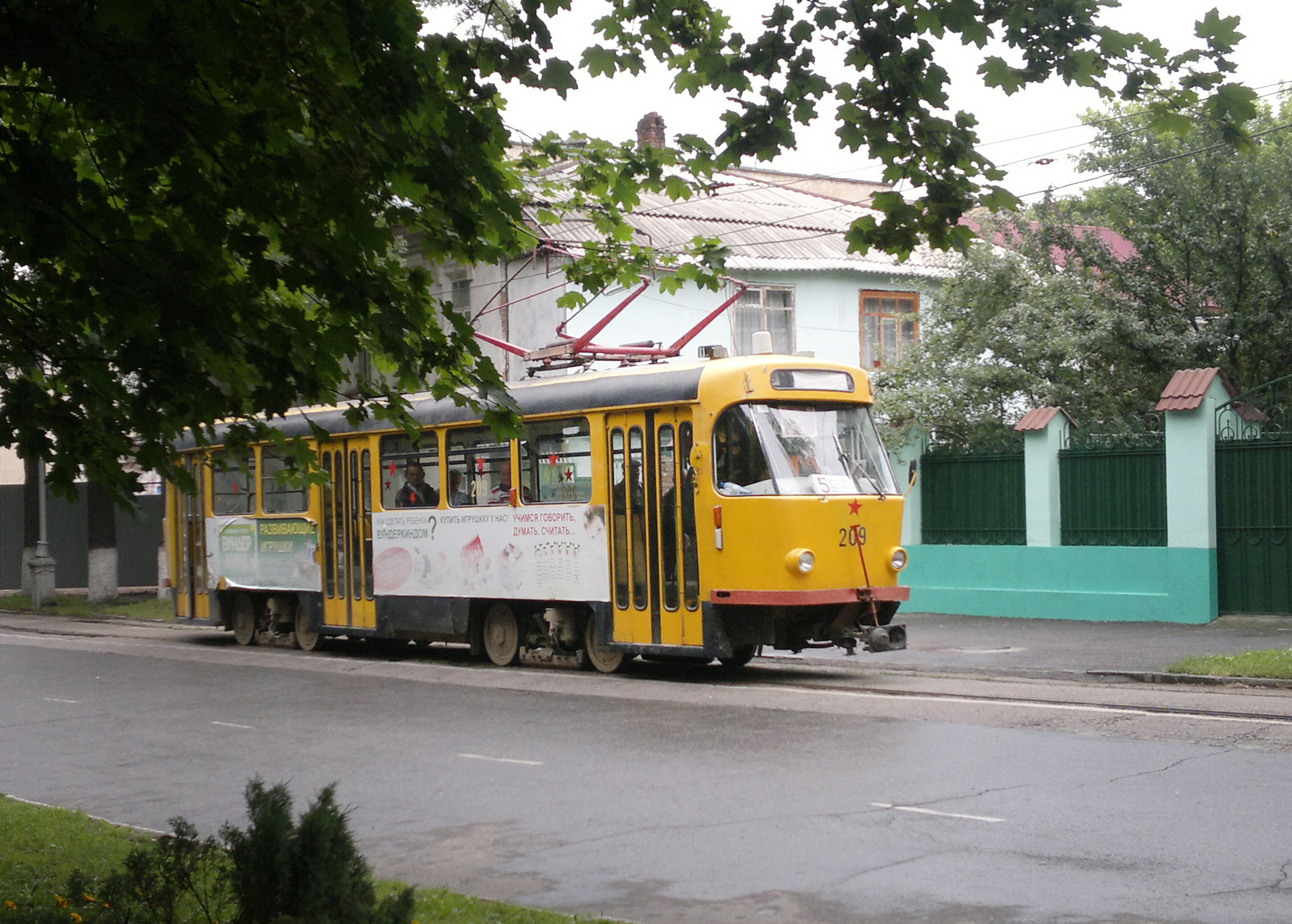
Трамвай на улице Чермена Баева

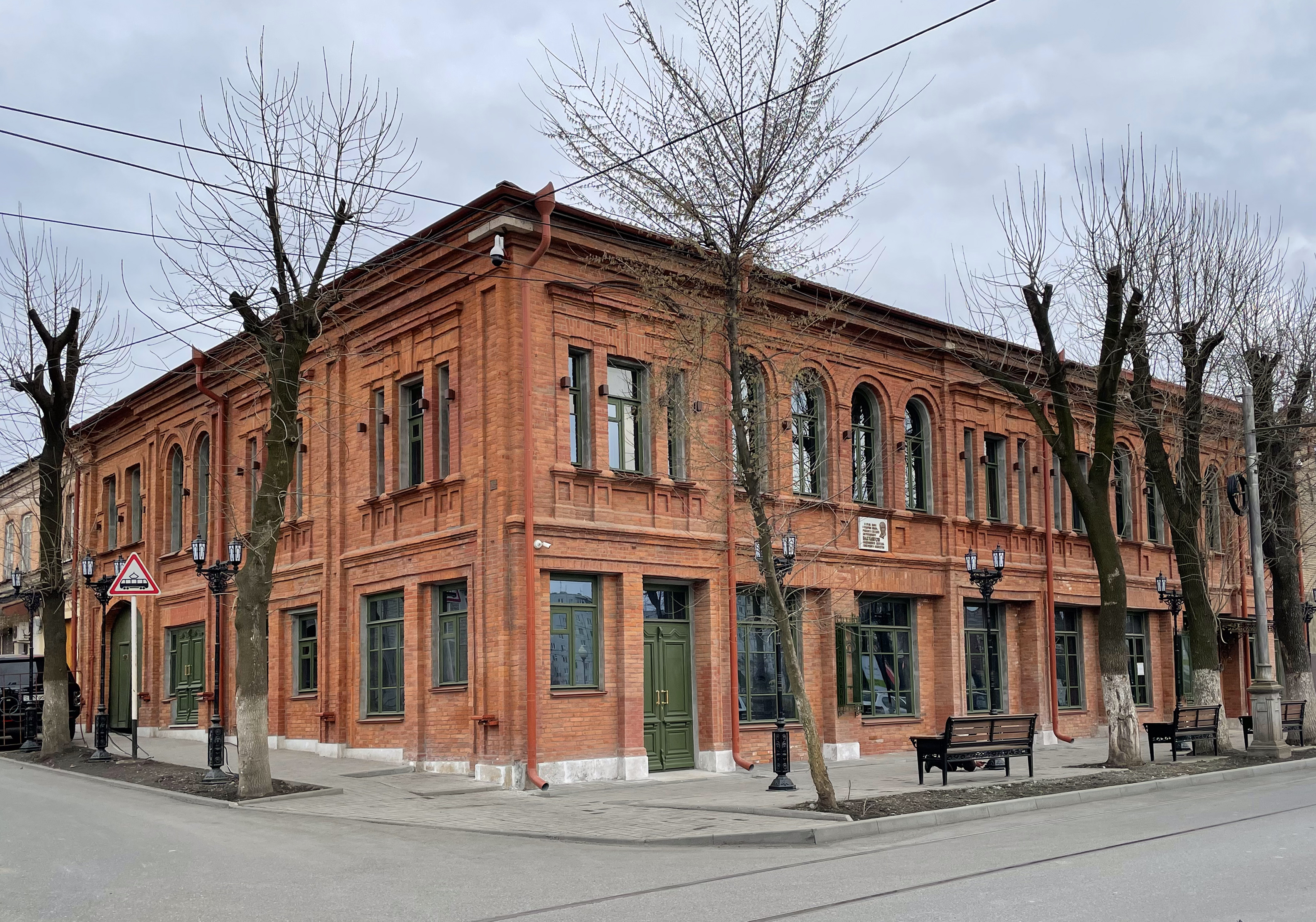
Дом, в котором родился и вырос Евгений Вахтангов

Улица Черме́на Ба́ева — улица во Владикавказе (Северная Осетия, Россия). Находится в Иристонском муниципальном округе Владикавказа. Начинается от Соляного переулка в районе площади Свободы и тянется на юг параллельно реке Терек до Кирпичного переулка.
Улица Чермена Баева пересекает площадь Штыба.
От улицы Чермена Баева начинаются улицы Армянская, Коста Хетагурова, Павленко, Кольцова, Гайто Газданова и Кобинский переулок.

## История
Улица названа в честь осетинского революционера Чермена Баева.
Улица образовалась в первой половине XIX века и впервые была отмечена на плане г. Владикавказа как Почтовая улица. С середины XIX века улица стала называться Купеческая. Упоминается под этим же названием в Перечне улиц, площадей и переулков от 1911 и 1925 годов.
8 апреля 1926 года постановлением заседания Президиума Владокрисполкома № 25 (протокол № 30/13), Купеческая улица переименована в улицу Чермена Баева:

«Постановление Райсовета Верхне-Осетинской слободки (№ 7, § 1, от 7/4-26 г.) о переименовании улицы Купеческой в ул. Чермена Баева утвердить»..
В 2021—2022 годах на улице меняли трамвайные рельсы в рамках городской программы обновления трамвайных путей. Во время реновации проезжей части были заменены бордюры, отделяющие улицу от пешеходной аллеи. Было обнаружено, что в качестве бордюров напротив дома № 7 использовались могильные плиты последней четверти XIX века с одного из городских кладбищ.
30 апреля 2023 года состоялся торжественный концерт-открытие Дома Евгения Вахтангова. Ранее директор театра имени Вахтангова Кирилл Крок предложил городским властям переименовать отрезок улицы Чермена Баева от площади Штыба до Соляного переулка в честь Евгения Вахтангова. Однако городская топонимическая комиссия отказала в этом переименовании, присвоив имя Евгения Вахтангова пешеходной аллеи, которая отделяет улицу Чермена Баева от набережной реки Терек.

## Значимые объекты
Объекты культурного наследия
- д. 11 — памятник истории. Дом купцов Петра и Степана Поповых, где в 80-е годы XIX века часто бывал Коста Леванович Хетагуров, который ухаживал за их сестрой Анной[8][9].
- д. 15 — Церковь святого Григория Просветителя. Здание церкви является объектом культурного наследия федерального значения[9][10]
- д. 17/Армянская, 2 — памятник истории[9]. В этом доме родился и жил театральный режиссёр Евгений Багратионович Вахтангов[8][11]. По другим сведениям Евгений Вахтангов родился в доме на Александровском проспекте. В настоящее время на месте этого дома находится закрытый Дом быта на проспекте Мира, 13[12]. В конце апреля 2023 года состоялось торжественное открытие «Дом Евгения Вахтангова». В настоящее время является филиалом театра Вахтангова.
- д. 75 — памятник истории. В этом доме проживал основатель осетинской школы верховой езды Алибек Тузарович Кантемиров[8][9][11]

### Памятники
Памятник Евгению Вахтангову, установлен возле дома режиссёра в 2013 году.

## Транспорт
По улице Чермена Баева от площади Свободы до площади Штыба с 1934 года по однопутной линии ходят трамваи. Встречные трамваи идут по параллельной улице Гаппо Баева.
Сквозной проезд по улице Чермена Баева от площади Штыба до улицы Коста Хетагурова невозможен, так как на данной территории построено здание Городской Администрации.
Южная часть улицы Чермена Баева имеет криволинейную траекторию.
В первой половине 2022 года проходила реновация проезжей части и трамвайных путей на участке улицы от площади Штыба до площади Свободы.
В одном из своих стихотворений осетинский поэт Коста Хетагуров упоминает движение трамвая по современной улице Чермена Баева (дом, описанный в стихотворении — дом № 11, в котором проживала его муза Анна Яковлевна Попова):

«Высокий барский дом…подъезд с гербом старинным…

Узорчатый балкон….стеклянный мезонин…

Закрытый экипаж…ямщик с пером павлиным…

И с медною трубою кондуктор-осетин»

## Галерея

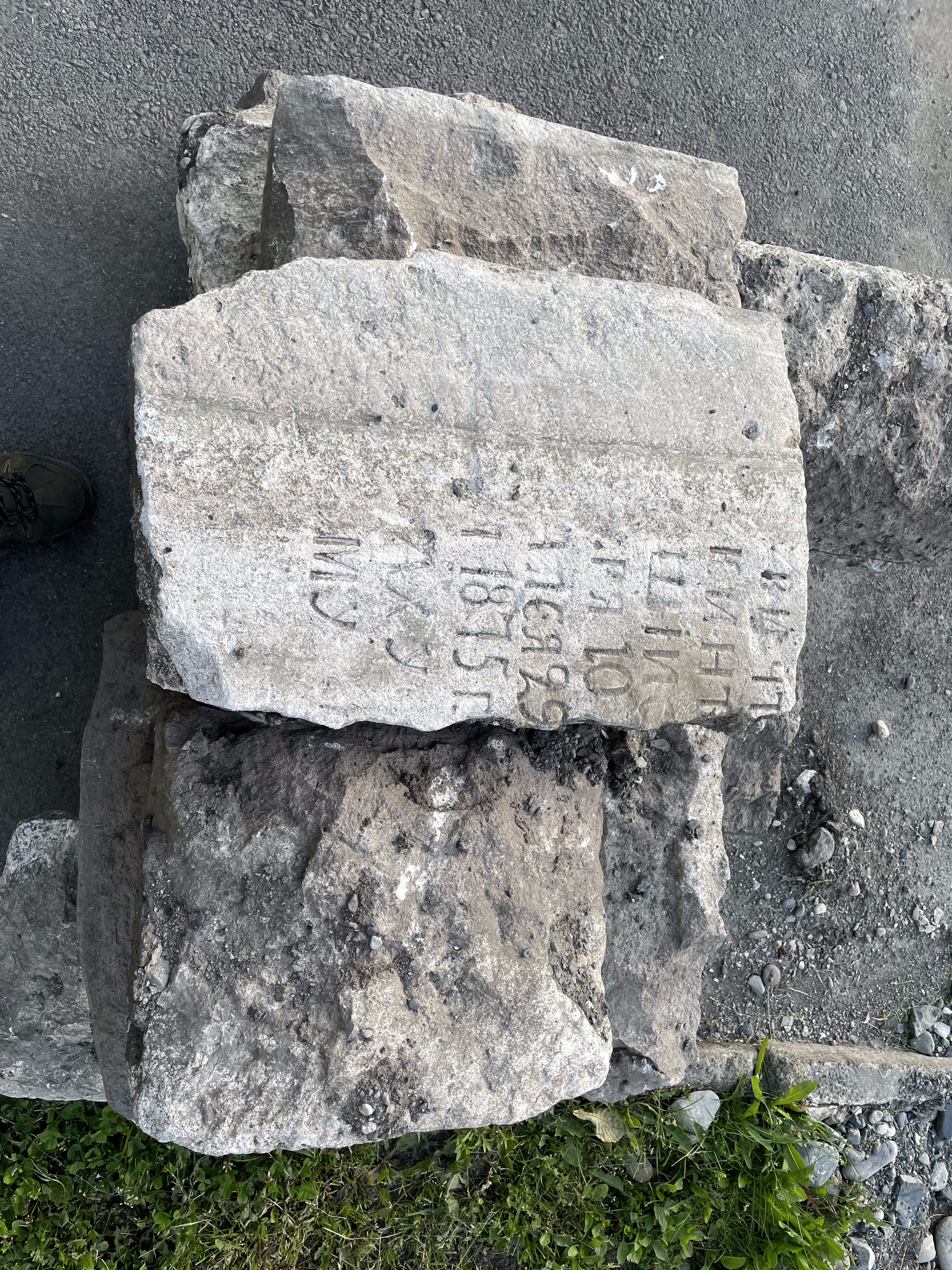
Могильная плита 1875 года, использовавшаяся в качестве бордюра. Обнаружена в мае 2022 года во время замены бордюров.

## Источник
- План г. Владикавказа (Фрагмент. «Карта Кавказского края». Издание картографического заведения А. Ильина. СПб. 60-70 гг. XIX в).
- Владикавказ. Карта города, изд. РиК, Владикавказ, 2011
- Кадыков А. Н., Улицы, переулки, площади и проспекты г. Владикавказа: справочник, изд. Респект, Владикавказ, 2010, стр. 376—378, ISBN 978-5-905066-01-6
- Торчинов В. А., Владикавказ., Краткий историко-краеведческий справочник, Владикавказ, Северо-Осетинский научный центр, 1999, стр. 90, 92, ISBN 5-93000-005-0
- Киреев Ф. С., Чермена Баева — Купеческая/ По улицам Владикавказа, Владикавказ, Респект, 2014, стр. 179—180, ISBN 978-5-905066-18-4.
- Ларина В.И. Жизнь — на алтарь свободы (Баев Ч. В.) // Их именами названы улицы. — Орджоникидзе: Ир, 1979. — С. 11—13.